# Botrychium dissectum
Botrychium dissectum là một loài dương xỉ trong họ Ophioglossaceae. Loài này được Spreng. mô tả khoa học đầu tiên năm 1804.

## Hình ảnh

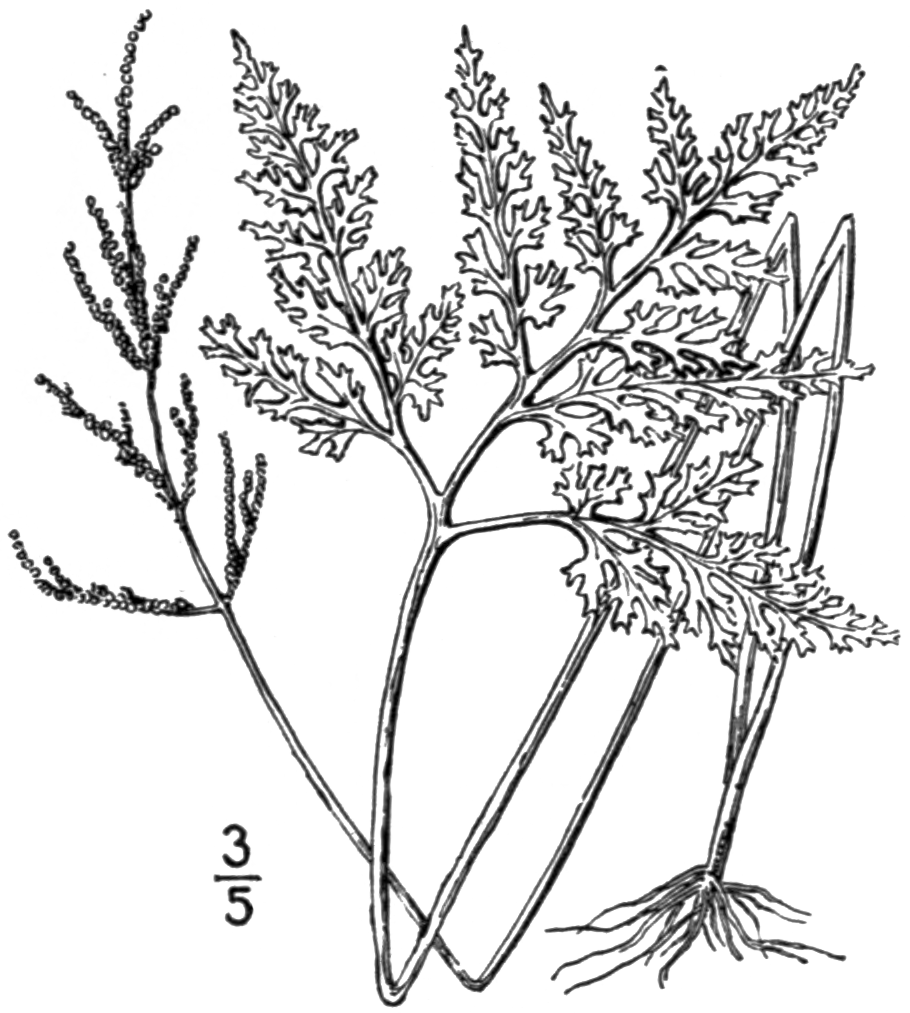
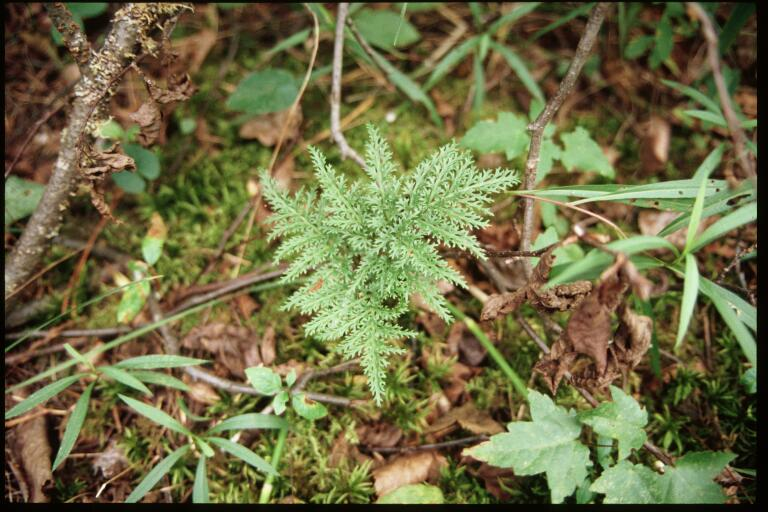
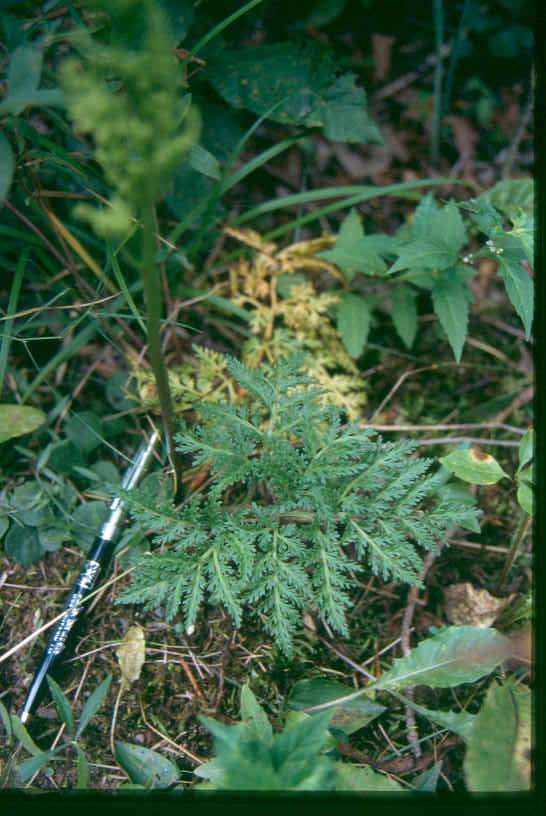
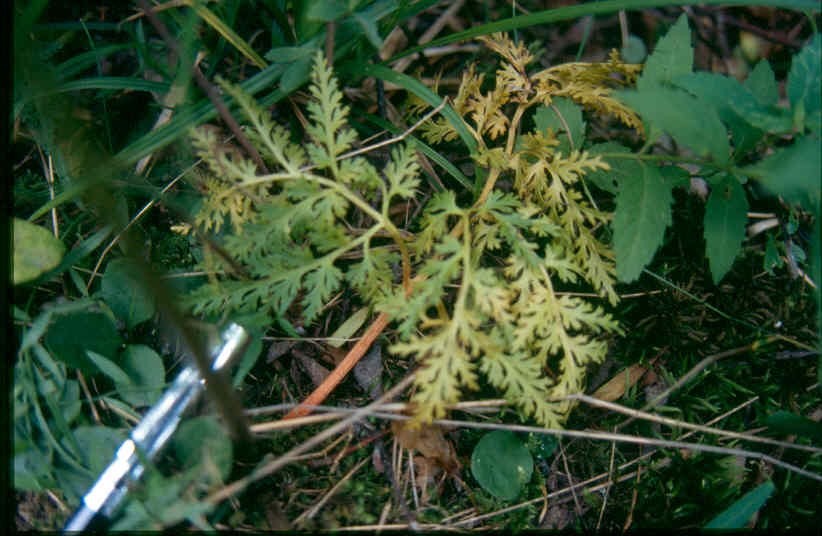